# Trnovo (Eslováquia)
Trnovo (em húngaro: Tarnó) é um município da Eslováquia, situado no distrito de Martin, na região de Žilina. Tem 7,44 km² de área e sua população em 2018 foi estimada em 282 habitantes.

## Demografia
| Ano:        | 1994 | 2004    | 2014    | 2024   |
| ----------- | ---- | ------- | ------- | ------ |
| Broj ljudi: | 197  | 217     | 261     | 269    |
| Razlika:    |      | +10,15% | +20,27% | +3,06% |

| Ano:               | 2023 | 2024   |
| ------------------ | ---- | ------ |
| Número de pessoas: | 270  | 269    |
| Diferença:         |      | -0,37% |